# ئی‌ام‌دی اس‌دی۴۰ای
ئی‌ام‌دی اس‌دی۴۰ای (انگلیسی: EMD SD40A) یک لوکوموتیو دیزلی ساخت شرکت جنرال موتورز الکترو-موتیو دیویژن است.
این لوکوموتیو که مابین سال‌های ۱۹۶۹ تا ۱۹۷۰ تولید می‌شده دارای ۱۶ سیلندر و ۳۰۰۰ اسب بخار قدرت بوده است.